# Guillermo Blanco (actor)
Luis Guillermo Blanco Rossi (Chincha, Perú; 15 de mayo de 1991), más conocido como Guillermo Blanco, es un actor y productor peruano-italiano. Es conocido internacionalmente por su participación en producciones de televisión colombianas como El laberinto de Alicia.

## Biografía
Desde pequeño las ganas de cumplir sus sueños lo han llevado a aventurarse por varios países de Latinoamérica. A los 17 años, después de graduarse de Bachiller y estudiar Diseño Gráfico en su natal Perú, salió de su casa buscando una oportunidad en la actuación sin importarle los diferentes riesgos que se atravesaran por su camino. Tras un breve paso por Argentina regresó a Perú con las ganas de cumplir su sueño intactas. Así llega a Colombia en 2009 a estudiar actuación en la academia del maestro Alfonso Ortiz y en Casa Ensamble. Obtiene sus primeras oportunidades en televisión a través de series unitarias como Mujeres al Límite y Tu Voz Estéreo, además de múltiples comerciales.
En 2013, logra su primera aparición en la telenovela, Allá te espero, producción que fue una de las más importantes en Colombia durante ese año. Luego le siguieron participaciones en El Blog de Majo, Revancha, Metástasis y La Fiesta del Chivo. Logra gran reconocimiento entre el público con el personaje de Santiago León en El Laberinto de Alicia, producción ganadora del Premio TVyNovelas a mejor serie de 2014. Sus recientes participaciones en series como Francisco el matemático y La Reina del Flow lograron afianzarlo entre el público colombiano. Así logra convertirse en uno de los actores juveniles más importantes en Colombia y en una personalidad en redes sociales.
En 2014, ansioso por seguir formándose como actor y explorar nuevos horizontes, se va a Nueva York a estudiar en la escuela Stella Adler HB Studio. Desde entonces este lugar se convierte en un refugio al cual regresa constantemente cada vez que tiene espacios libres entre proyectos.
Con más de 550.000 seguidores en sus redes sociales y varios clubs de fanes, se convierte en influencer entre audiencias juveniles. Consciente de la plataforma que constituyen las redes sociales produce la serie web Los del medio, un reality show dónde junto a sus amigos también actores contaba las incidencias de lo que implica hacer una carrera en el mundo del espectáculo. En 2015, gana el premio a personalidad más Trend de los Kids Choice Awards, por encima de figuras como Sofía Vergara, J Balvin y Paola Turbay. En 2017, tuvo la oportunidad de cumplir una de sus grandes metas; trabajar en su propia tierra. El sueño se cumplió cuando fue llamado a participar en Colorina, una telenovela producida por América TV que en Perú tuvo grandes índices de audiencia y le valió el reconocimiento en su país. En 2019, Guillermo graba para Bolívar, una serie que cuenta la vida del libertador y se convirtió en una de las grandes apuestas de Caracol Internacional para el 2019 pues tuvo difusión en Netflix.

## Carrera

### 2010-2013: Primeros trabajos
En su llegada a Colombia su primera aparición en la televisión colombiana fue en una serie llamada  Mujeres al límite y después en Tu voz estéreo. Posteriormente, tuvo su primera experiencia cinematográfica en Primera semana. También en otras en roles menores.

### 2013-2014: Despegue actoral
Tuvo una pequeña participación especial en la serie Chica Vampiro donde interpretó a Vampi Araña, pero su despegue actoral fue en la telenovela El laberinto de Alicia donde interpretó al protagonista juvenil Santiago León Blanco.

### 2017: Francisco el matemático y Venganza
Blanco protagoniza el papel de Sebatián Samper en la serie de televisión colombiana Francisco el Matemático: Clase 2017. También aparece en la serie colombiana Venganza donde encarna a Sergio Lozano, el protagonista juvenil.

### 2017-2018: Madre por siempre, Colorina
Blanco protagoniza a José Aurelio Villamore en Madre por siempre, Colorina, quién se enamora de Rubí y es una persona de noble corazón y tratara de verle lo positivo a todo.

### 2018: La Reina Del Flow
Guillermo protagoniza a Juan Camilo Meza "Juancho" en la adolescencia, el mejor amigo y enamorado de la protagonista y a la vez una persona luchadora y honesta

## Filmografía

### Televisión
| Año       | Título                              | Rol                                                                                     | Notas                                      | Ref. |
| --------- | ----------------------------------- | --------------------------------------------------------------------------------------- | ------------------------------------------ | ---- |
| 1995—2000 | Hombres de honor                    |                                                                                         | Rol de Invitado Especial                   |      |
| 1996—1997 | La Huella de tus Besos              | Juan Camilo                                                                             | Rol Recurrente                             |      |
| 2010      | EL Blog de Majo                     |                                                                                         |                                            |      |
| 2011      | Mujeres al Límite                   | Varios Roles                                                                            | Roles Principales                          |      |
| 2012      | Tu Voz Estéreo                      | Varios Roles                                                                            | Roles Principales                          |      |
| 2012      | Historias clasificadas              | Alejandro Pedraza                                                                       | Episodio: Morir de amor                    |      |
| 2013      | Allá Te Espero                      | Danilo                                                                                  |                                            |      |
| 2013      | Tres Caínes                         | Coronel Álvaro Arévalo                                                                  | Rol Principal                              |      |
| 2013—2014 | Chica Vampiro                       | "Vampi Araña"                                                                           | Rol Secundario                             |      |
| 2014      | El chivo                            | Franklin                                                                                |                                            |      |
| 2014      | Metástasis                          | Diego                                                                                   |                                            |      |
| 2014—2015 | El Laberinto de Alicia              | Santiago León Blanco                                                                    | Rol Secundario                             |      |
| 2017      | Venganza                            | Sergio Lozano                                                                           | Rol Principal                              |      |
| 2017      | Francisco el Matemático: Clase 2017 | Sebastián Samper                                                                        | Rol Principal                              |      |
| 2017—2018 | Madre por siempre, Colorina         | José Aurelio Villamore Méndez / "José Aurelio Mendoza Almazán" / "José Aurelio Almazán" | Rol Protagónico                            |      |
| 2018      | La reina del flow                   | Juan Camilo "Juancho" Mesa (Joven)                                                      | Rol Principal                              |      |
| 2019      | Bolívar                             | José María Saenz                                                                        | Rol Principal                              |      |
| 2019—2020 | El general Naranjo                  | Juan David Naranjo                                                                      | Rol Recurrente                             |      |
| 2020      | La rosa de Guadalupe: Perú          | Sandro                                                                                  | Protagonista (Episodio: «Antes de ti»)     |      |
| 2020      | La rosa de Guadalupe: Perú          | Ulises                                                                                  | Protagonista (Episodio: «El último grito») |      |
| 2021      | Yo soy Rosita y punto               | Armando                                                                                 | 2 episodios                                |      |

### Cine
- Primera Semana (2010).
- ¡Más Duro! (2016) como Carlos.
- Intercambiadas (2019) como Mateo Espinoza.
- Cypher Cartel (2020) como Alejandro.
- Voice of Shadows (2023) como Gabriel.[1]

### Web
- Los del medio (Actor y También Productor).

## Eventos
- Premios TVyNovelas (Colombia) 2017 (2017) como Presentador Invitado.

## Premios y nominaciones
| Año  | Premio                       | Categoría        | Resultado | Ref. |
| ---- | ---------------------------- | ---------------- | --------- | ---- |
| 2015 | Kids' Choice Awards Colombia | Chico Trendy     | Ganador   |      |
| 2017 | Kids' Choice Awards Colombia | Villano Favorito | Nominado  |      |